# Pireella cymbifolia
Pireella cymbifolia är en bladmossart som beskrevs av Jules Cardot 1913. Pireella cymbifolia ingår i släktet Pireella och familjen Pterobryaceae. Inga underarter finns listade i Catalogue of Life.